# Guillaume (évêque d'Acre)
Pour les articles homonymes, voir Guillaume.
Guillaume, mort le 29 juin 1172, était évêque d'Acre dans le royaume croisé de Jérusalem à la fin du XIIe siècle. Il a été envoyé en mission diplomatique par le roi Amaury Ier de Jérusalem. Il fut assassiné par un serviteur, apparemment atteint de troubles mentaux, alors qu'il revenait d'une mission dans son Italie natale.

## Biographie

### Carrière ecclésiastique
Guillaume était originaire de Lombardie. Il s'installa au royaume de Jérusalem, où il devint archidiacre de Tyr puis vers 1164 évêque d'Acre. Avec le soutien de son chapitre de chanoines, il accorda une prébende à Guillaume de Tyr, revenu au royaume après avoir étudié le droit civil à l'université de Bologne. Il est possible que l'évêque Guillaume, en tant que Lombard, était désireux de recruter un diplômé de Bologne. Guillaume de Tyr, principal chroniqueur des États latins d'Orient, le décrit comme « prudent et perspicace » ainsi que « sage et doué d'éloquence ».
Lorsque l'abbé de Sainte-Marie-Latine fit appel auprès du pape Alexandre III contre la décision du patriarche Foucher d'Angoulême d'attribuer une dîme au Saint-Sépulcre plutôt qu'à l'abbaye, le pape désigna l'évêque Guillaume pour entendre le litige en qualité de juge délégué et celui-ci confirma la décision. Avec le patriarche et d'autres évêques et archevêques de l'Église latine, Guillaume participa à un synode à Acre vers 1170. Lors de ce synode, Guillaume proposa d'autoriser la construction d'un monastère clunisien dans son diocèse, mais il fut décidé qu'un monastère existant à Palmaria serait donné aux Clunisiens.

### Carrière diplomatique
En 1169, une délégation composée de l'évêque Guillaume, du patriarche Amaury de Nesle et de l'archevêque de Césarée Ernesius fut envoyée en Europe par le roi Amaury Ier de Jérusalem pour demander l'aide de l'occident pour le royaume de Jérusalem. Les prélats firent naufrage peu après leur départ et n'osèrent plus embarquer. Une seconde tentative fut ensuite confiée à l'archevêque de Tyr, Frédéric de La Roche, et à l'évêque de Banias, Jean. Plus tard, Guillaume accompagna le roi lors de sa visite à Constantinople en 1171. De là, le roi l'envoya en mission diplomatique en Italie. Guillaume devait revenir via Constantinople, où il devait informer l'empereur Manuel Ier Comnène des résultats de la mission.
Le 29 juin 1172, Guillaume et son entourage atteignirent Andrinople et s'y arrêtèrent pour se reposer. Selon Guillaume de Tyr, l'évêque Guillaume « connut un sort étrange et injustifié ». L'un des membres du groupe, un jeune homme nommé Robert, que l'évêque Guillaume avait personnellement élevé à la prêtrise, tomba malade pendant le voyage et, selon le récit de Guillaume de Tyr, « souffrit énormément ». Robert se reposait auprès de l'évêque lorsque, comme le rapporte Guillaume de Tyr, « soudain, il fut pris de folie, il saisit son épée et poignarda l'évêque endormi, lui infligeant des blessures mortelles ». L'entourage de Guillaume entendit ses appels à l'aide, mais la porte était verrouillée et ils durent l'enfoncer. Ils trouvèrent l'évêque mourant. Il leur interdit de s'emparer de Robert et implora son pardon.
Selon Guillaume de Tyr, certains pensaient que Robert n'était « pas responsable de son acte méchant » parce qu'il avait été « attaqué par une frénésie violente et soudaine » tandis que d'autres prétendaient qu'il avait « commis le crime par haine d'un certain chambellan de l'évêque, qui, présumant trop de la faveur de son seigneur, avait maltraité Robert et d'autres ». L'historien Bernard Hamilton conclut que Robert était malade mental alors que Steve Tibble interprète cela comme un épisode psychotique.